# Portugal nos Jogos Olímpicos de Verão de 1976
Portugal competiu nos Jogos Olímpicos de Verão de 1976, em Montréal, no Canadá.
Em atletismo, Carlos Lopes obteve uma medalha de prata nos 10000 metros. Em tiro desportivo, Armando Silva Marques conquistou uma medalha de prata, em fossa olímpica.